# Єспер Заєр
Єспер Заєр (дан. Jesper Seier, 21 вересня 1965) — данський яхтсмен.
Олімпійський чемпіон 1992 року в класі Солінґ.